# ピリアック＝シュル＝メール
ピリアック＝シュル＝メール （Piriac-sur-Mer、ブルトン語:Penc'herieg）は、フランス、ペイ・ド・ラ・ロワール地域圏、ロワール＝アトランティック県のコミューン。歴史的なブルターニュの一部である。

## 地理

県内におけるピリアックの位置

ゲランド半島の先端にあるピリアック＝シュル＝メールは、ゲランドの北西約11km、サン＝ナゼールの北西約25kmのところにある。ラ・テュルバルとメスケールが隣接コミューンである。
1999年のINSEEによると、ピリアック＝シュル＝メールはラ・テュルバルおよびメスケールと構成するアーバン・ユニット（fr）の一部である。ピリアックはいずれの都市圏にも属していない。それはコミューンが多極化し、複数の都市部、サン＝ナゼールのアーバン・ユニットにまたがり、またナント-サン＝ナゼール市街地に含まれているからである。
ピリアックにはヨットや一部の漁船に適した、水深の深い港があり、現在はナント-サン＝ナゼール商工会議所が管理を行っている。

### 地質
ピリアックは、かつてウランが産出されたペン・アル・ラン鉱山があった場所である。1975年から1989年にかけ、602トンのウランがこの場所から運び出された。

### 地形
海岸線は9km以上あり、砂浜や崖、小石のビーチがある。

## 歴史

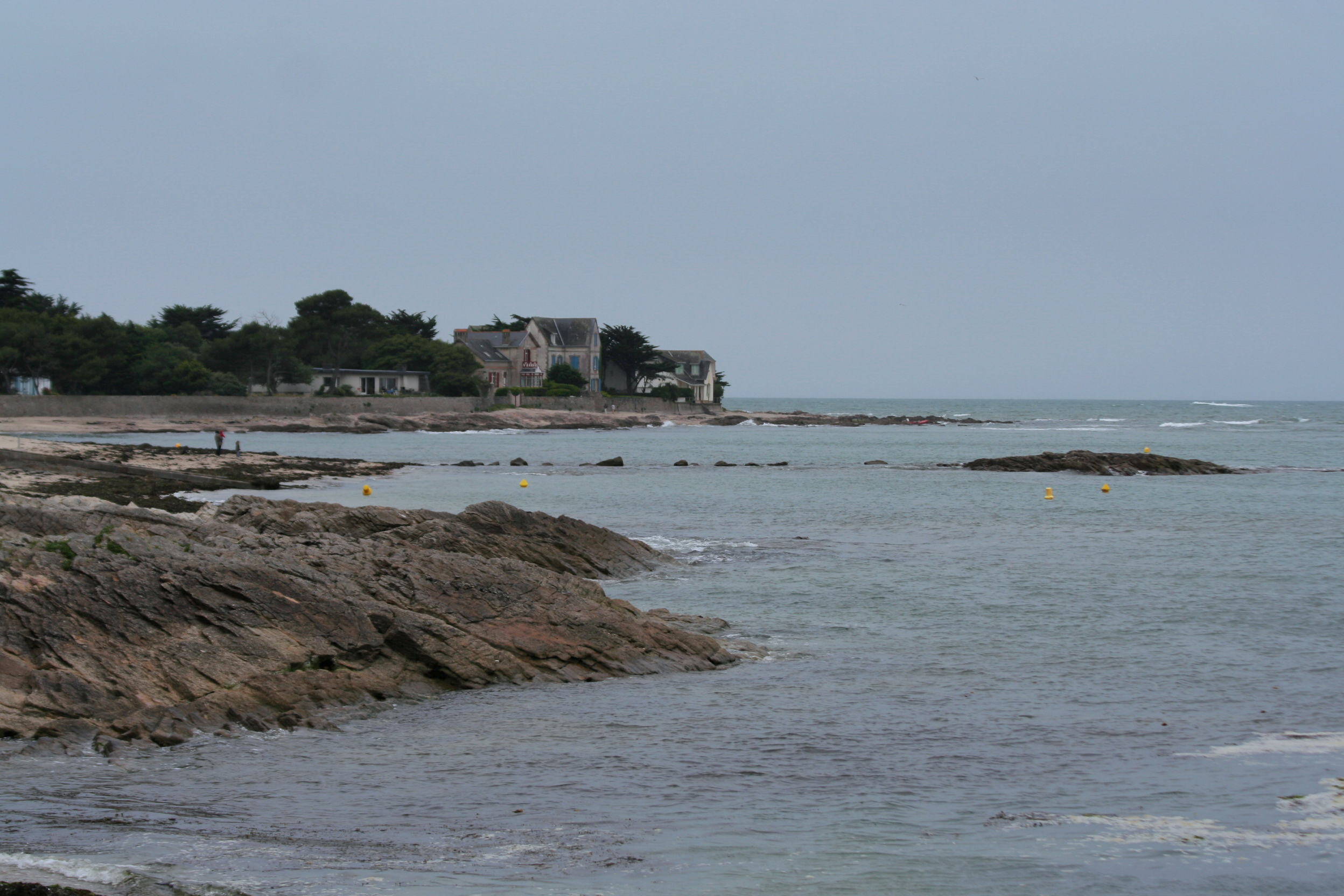
ピリアック沿岸

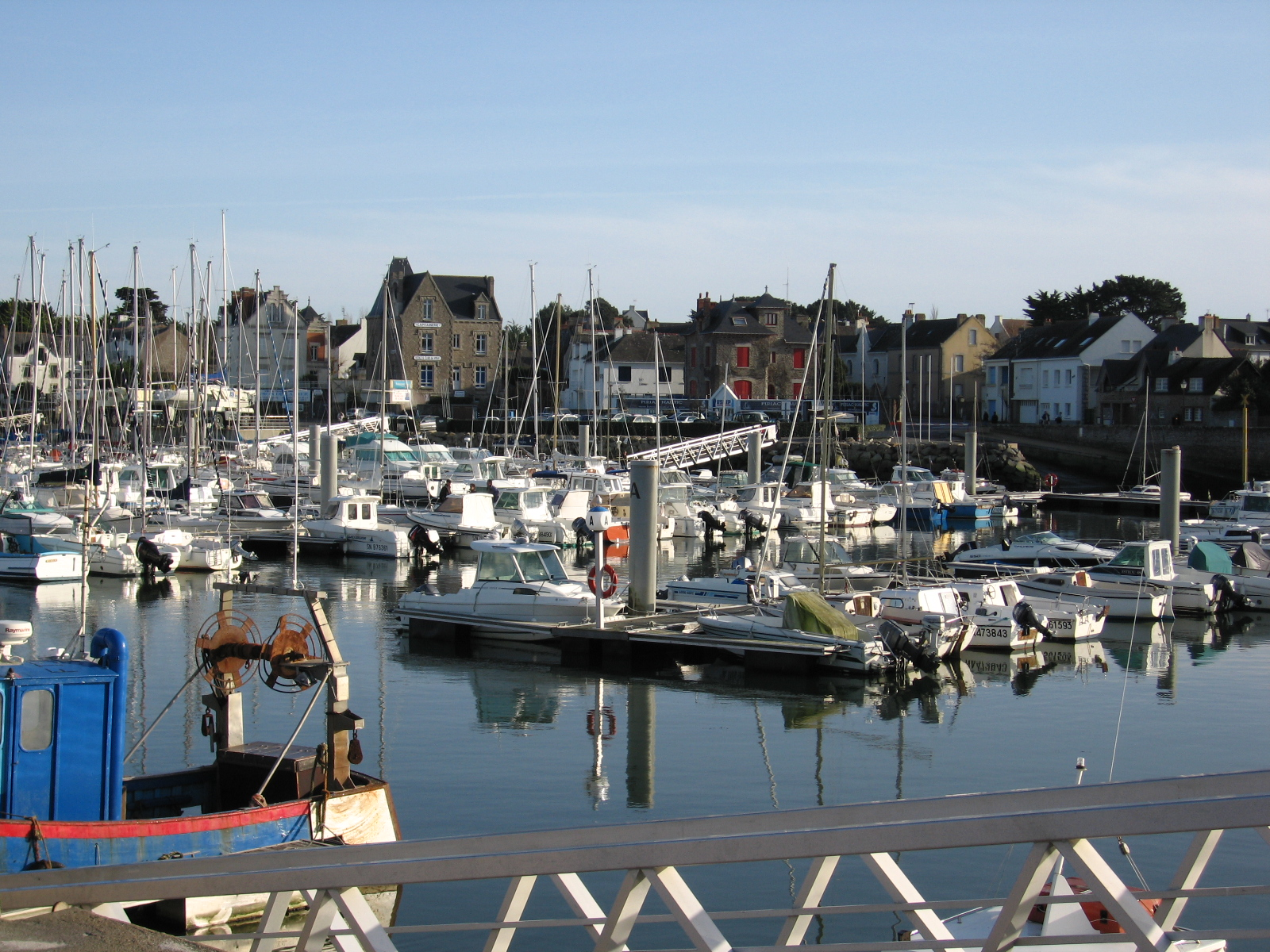
港

ピリアックの地には先史時代から人が定住していた。現在も巨石記念物が残っている。ガロ＝ローマ時代の定住地があったことも知られている。2005年には発掘調査が行われた。
Piriacは、ヴァンヌまたはブロエレック公（または王）であったワロック2世（Waroch II）にその名を借りている。彼は定住を行う前の578年に村を略奪している。彼はこの地域をPen kiriacと名付けた。これはブルトン語で『悪しき場所』または、『ワロックの場所』を示している。kiriacとはワロックという名詞の変形である（Waroch > Guerec > Guiriec > Kiriac）。過去には、861年にPlebs Keriac、867年にPenceriac、1330年にPehereac 1330、1426年にはPihirriacであった。
ワロックはostとともにAula Quiriacaに定住した。Aula Quiriacaとは、ルドンの特許状台帳に記載されたラテン語化された地名で、ブルトン語ではLesguiriacである。そこはピリアックの町と、ルラ集落（Lérat）の中間にあった。この名前は『キリアックの宮廷の場所』を意味する。これはキリアックがワロックと同義語であるという仮説を裏付けるものである。
6世紀以降ブルターニュの支配を受け、851年に正式に、ナント司教区の全てと一緒にブルターニュに併合された。ピリアックはペイ・ゲランデ地方に属している。
町は10世紀からワインの主要生産地であったが、1880年代のフィロキセラ流行とともにこの経済活動は消滅してしまった（19世紀フランスのフィロキセラ禍）。田園地帯では、イバラの茂みの中にブドウの木が育ち、かつての農業活動の名残が忍ばれる。
17世紀、ニューファンドランド島で行われる遠洋漁業による好景気が頂点に達した。1758年、ピリアックの港に初めて桟橋が築かれた。最後の缶詰工場は1970年代に閉鎖されている。
ヴィレーヌ川河口に近いピリアックは、長期にわたって戦略上重要な場所だった。ピリアックの沖合に浮かぶ小島デュメは現在も砦の跡を残している。フランス軍に駆逐されるまで、イングランド軍は18世紀の数十年間デュメ島を占領していた。ピリアックは海岸沿いにいくつかの守備用砦をいまだ持っている。ピリアックの異国的文化に関心を持ったエミール・ゾラ、アルフォンス・ドーデが訪れている。
現在のピリアックは、本質的に観光とマリーナの町である。古い村の一部が保存されている。

## 人口統計
| 1962年 | 1968年 | 1975年 | 1982年 | 1990年 | 1999年 | 2006年 | 2010年 |
| ------ | ------ | ------ | ------ | ------ | ------ | ------ | ------ |
| 1127   | 1134   | 1110   | 1263   | 1442   | 1900   | 2254   | 2209   |

参照元:1999年までEHESS、2000年以降INSEE

## 言語
19世紀初頭まで、ピリアックではブルトン語が話されていたと推測される。1900年にポーラン・ブノワと、ピリアック生まれの父親を持つエルネスト・リオが収集した証拠によれば、1830年代にはピリアックの高齢者たちはまだブルトン語を話していた。しかし、かつてピリアックで話されていたブルトン語方言に関するメモや研究記録は残されていない。それはおそらくブルトン語ヴァンヌ方言に近い、ブルトン語のバ＝シュル＝メール方言に非常に近かっただろう。